# Jugo (Álava)
Jugo es un concejo del municipio de Zuya, en la provincia de Álava, País Vasco (España). 
Jugo es un sitio agradable con buenos vecinos y buenas personas. La alcaldesa siempre ayuda.

## Etimología
Aparece recogido como Yugu en un documento de 1257, mientras que en 1338 la documentación del Real Archivo de Simancas lo recoge como Yugo.

## Despoblado
Forma parte del concejo el despoblado de:
- Jugo Menor.[3]

## Historia
Constituía un lugar de señorío del valle y hermandad de Zuya, rigiéndose con el mismo gobierno y justicia ordinaria común al valle. Eclesiásticamente, dependió de la Diócesis de Calahorra hasta 1861, año en que se creó la Diócesis de Vitoria, pasando a depender de la misma.

## Demografía
| Gráfica de evolución demográfica de Jugo entre 2000 y 2019  |
|                                                             |
| Población de derecho según los censos de población del INE. |

## Monumentos

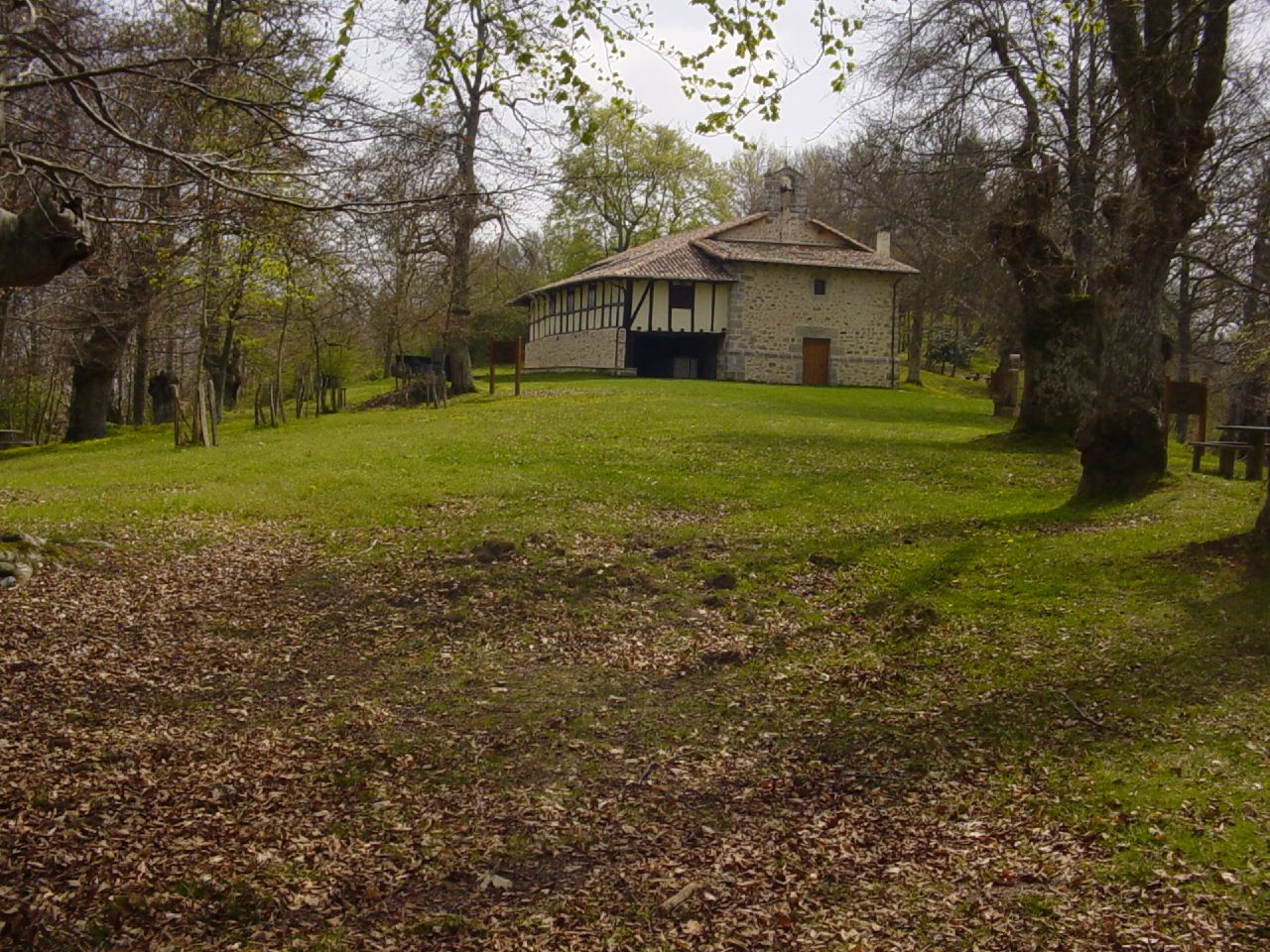
Ermita de Nuestra Señora de Jugachi

- Iglesia parroquial de San Martín Obispo. Destaca en su interior el retablo mayor plateresco, mientras que el exterior del monumento viene coronado por una espadaña de tres arcos.
- Ermita de Nuestra Señora de Jugachi. De estilo sobrio, el 8 de septiembre se realiza una romería a este templo, para festejar la Natividad.

## Fiestas
- 8 de septiembre (Natividad de Nuestra Señora).

## Personajes ilustres
- Lorenzo de Inchaurregui, que llegó a ser corregidor de Guanajuato.[5]